# اتخاذ القرار
في علم النفس، يعتبر اتخاذ القرار العملية المعرفية الناتجة عن اختيار المعتقد أو إجراء بين العديد من الاحتمالات الممكنة. وتقدم كل عملية من عمليات اتخاذ القرار خيارًا نهائيًا، قد يفضي إلى اتخاذ إجراء والتي قد أو قد لا تحث على اتخاذ أي تصرف.
اتخاذ القرار هو عملية تحديد واختيار البدائل القائمة على القيم، التفضيلات والمعتقدات من صانع القرار.

## نظرة عامة
يمكن اعتبار اتخاذ القرار نشاطًا لحل المشكلات ينتهي بحل مثالي أو مرضي على الأقل، ولذلك تعتبر عمليةً يمكن أن تكون عقلانية، أو أقل عقلانية، أو غير عقلانية، ويُمكن أن تستند إلى معرفة ومعتقدات صريحة أو ضمنية.
وكان الأداء البشري موضوع بحث نشط من عدة وجهات نظر:
- النفسية: دراسة القرارات الفردية في سياق مجموعة من الاحتياجات والتفضيلات والقيم التي يملكها الفرد أو يسعى إليها.
- المعرفية: تعتبر عملية صنع القرار عملية مستمرة مندمجة في التفاعل مع البيئة.
- القياسية: تحليل القرارات الفردية المتعلقة بمنطق صنع القرار، أو العقلانية التواصلية، والخيار الثابت الذي يؤدي إليه.[1]

يتضمن جزء كبير من عملية صنع القرار تحليل مجموعة محدودة من البدائل الموصوفة من حيث معايير التقييم. ثم قد تكون المهمة ترتيب هذه البدائل من حيث مدى جاذبيتها لصانع القرار عند النظر في جميع المعايير في وقت واحد. وقد تتمثل مهمة أخرى في إيجاد أفضل بديل أو تحديد الأولوية النسبية لكل بديل (على سبيل المثال، إذا كانت البدائل تمثل مشاريع تتنافس على الأموال) عند النظر في جميع المعايير في وقت واحد. حل هذه المشاكل هو التركيز علي تحليل القرار متعدد المعايير. وقد اجتذبت هذه الطريقة في اتخاذ القرار، على الرغم من أنها قديمة جدًا، اهتمام العديد من الباحثين والممارسين ولا يزال موضع نقاش كبير حيث أن هناك العديد من الأساليب التي يمكن أن تسفر عن نتائج مختلفة جدًا عندما تُطبق على نفس البيانات بالضبط. وهذا يؤدي إلى صياغة مفارقة اتخاذ القرار.
يعتبر اتخاذ القرار المنطقي جزء مهم من جميع المهن القائمة على العلم، حيث يُطَبِّق المختصون معارفهم في منطقة معينة لاتخاذ قرارات رشيدة. على سبيل المثال، غالبا ما يحتوي اتخاذ القرارات الطبية على تشخيص واختيار العلاج المناسب. ولكن البحوث الطبيعية لصنع القرار تبين أنه في الحالات التي تكون فيها الضغوط الزمنية أعلى، أو الرهانات الأعلى، أو الغموض المتزايد، قد يستخدم الخبراء عملية صنع القرار البديهية بدلًا من الطرق المعروفة. وقد يتبعون قرارًا يتناسب مع خبراتهم ويصلون إلى إجراء دون أن يتفحصوا البدائل.
يمكن لبيئة صانع القرارأن تلعب دورًا في عملية اتخاذ القرار. على سبيل المثال، التعقيد البيئي هو عامل يؤثر على الوظيفة المعرفية. البيئة المعقدة هي بيئة مع عدد كبير من الحالات الممكنة المختلفة التي تأتي وتذهب مع مرور الوقت. وقد أظهرت الدراسات التي أجريت في جامعة كولورادو أن البيئات أكثر تعقيدا ترتبط مع وظيفة إدراكية أعلى، مما يعني أن القرار يمكن أن يتأثر بالموقع. تجربة واحدة قاست التعقيد في غرفة من قبل عدد من الأجسام الصغيرة والأجهزة أظهرت; غرفة بسيطة احتوت علي أقل من تلك الأشياء. وقد تأثرت الوظيفة الإدراكية بشكل كبير من خلال قياس التعقيد البيئي مما يجعل من الأسهل التفكير في الوضع واتخاذ قرار أفضل.
```
تُنشر البحوث حول اتخاذ القرار تحت موضوع حل المشكلات، ولا سيما في البحوث النفسية الأوروبية .
[
5
]
```

## تحليل المشكلة
من المهم التفريق بين تحليل المشكلة وصنع القرار. تقليديًا، يقال إن تحليل المشكلة يجب أن يتم أولًا، حتى يمكن استخدام المعلومات التي تُجمع في تلك العملية في عملية اتخاذ القرار.

### خصائص تحليل المشكلة
- المشاكل هي مجرد انحرافات عن معايير الأداء.
- يجب تحديد المشاكل وتوصيفها بدقة.
- تنشأ المشاكل من تغيير عن خاصية مميزة.
- يمكن دائمًا استخدام شيء للتمييز بين ما تأثر وما لم يتأثر بسبب ما.
- يمكن استخلاص أسباب المشاكل من التغييرات ذات الصلة المكتشفة عند تحليل المشكلة.
- السبب الأكثر احتمالًا للمشكلة هو الذي يفسر بالضبط كل الحقائق، في حين وجود أقل (أو أضعف) الافتراضات.

### خصائص اتخاذ القرار
- يجب أولًا تحديد الأهداف.
- يجب تصنيف الأهداف ووضعها حسب الأهمية.
- يجب وضع إجراءات بديلة.
- يجب تقييم البدائل مقابل جميع الأهداف.
- البديل القادر على تحقيق جميع الأهداف هو القرار التجريبي.
- يُقيم القرار التجريبي لمزيد من العواقب المحتملة.
- تتخذ الإجراءات الحاسمة، وتتخذ إجراءات إضافية لمنع أي عواقب سلبية من أن تصبح مشاكل وبدء كلا النظامين (تحليل المشاكل واتخاذ القرارات) مرة أخرى.
- هناك خطوات تتبع تلك النتيجة في نموذج القرار الذي يمكن استخدامه لتحديد خطة الإنتاج الأمثل.[7]
- في حالة الاختلاف، قد يكون لعب الأدوار مفيدا للتنبؤ بالقرارات التي تتخذها الأطراف المعنية.[8]

### عجز التحليل
عجز التحليل هو حالة الإفراط في تحليل (أو الإفراط في التفكير) الوضع بحيث لا يُتخذ قرار أو إجراء أبدًا، في الواقع شل النتائج.

### الحمل الزائد للمعلومات
المعلومات الزائدة هي «فجوة بين حجم المعلومات والأدوات التي لدينا لاستيعابها». المعلومات المستخدمة في اتخاذ القرار هي للتقليل أو القضاء على عدم اليقين. وتؤثر المعلومات الزائدة في معالجة المشاكل والمهام التي تؤثر على صنع القرار. وصف كريستال هول وزملاؤه «وهم المعرفة»، وهو ما يعني أنه كلما واجه الأفراد الكثير من المعرفة فإنه يمكن أن تتداخل مع قدرتهم على اتخاذ قرارات عقلانية.

### تحليل ما بعد القرار
يعد تقييم وتحليل القرارات السابقة مكملا لعملية اتخاذ القرار.

## تقنيات اتخاذ القرار
يمكن تقسيم تقنيات اتخاذ القرار إلى فئتين: تقنيات صنع القرارات الجماعية وتقنيات اتخاذ القرارات الفردية. ويمكن أيضا أن تستخدم تقنيات اتخاذ القرار الفردية من قبل مجموعة.

### مجموعة
- يراعى اتخاذ القرارات بتوافق الآراء تجنب «الفائزين» و «الخاسرين». ويتطلب توافق الآراء أن توافق الأغلبية على إجراء معين، ولكن يجب موافقة الأقلية على الإجراء. بعبارة أخرى، إذا كانت الأقلية تعارض الإجراء، يتطلب توافق الآراء تعديل الإجراء لإزالة السمات التي يمكن الاعتراض عليها.
- طرق التصويت:
  - الأغلبية تتطلب الدعم من أكثر من 50٪ من أعضاء المجموعة. وبالتالي، فإن الاعتراض أقل من توافق الآراء.
  - التعددية، حيث أكبر كتلة في مجموعة تقرر، حتى لو كانت أقل من الأغلبية.
  - يتيح التصويت لكل عضو تسجيل واحد أو أكثر من الخيارات المتاحة. و يُختار الخيار صاحب أعلى متوسط. وقد ثبت بالتجربة أن هذه الطريقة تنتج أسف أقل من أساليب التصويت المشتركة، حتى عندما يكون الناخبون استراتيجيين.
- طريقة دلفي وهي تقنية الاتصالات المنظمة للمجموعات، وضعت أصلا للتنبؤ التعاوني ولكن اُسْتُخْدِمَت أيضًا لاتخاذ القرارات.
- دوتموكريسي هو أسلوب التيسير الذي يعتمد على استخدام أشكال خاصة تسمى أوراق دوتموكسي للسماح لمجموعات كبيرة بتبادل الأفكار بشكل جماعي والتوصل إلى اتفاق على عدد غير محدود من الأفكار التي كُتِّبَت.
- يحدث اتخاذ القرارات التشاركية عندما تفتح السلطة عملية صنع القرار لمجموعة من الناس من أجل جهد تعاوني.
- تستخدم هندسة القرارات خريطة مرئية لعملية صنع القرار على أساس ديناميكيات النظام ويمكن أن تكون أوتوماتيكية من خلال أداة اتخاذ القرار، ودمج البيانات الكبيرة، والتعلم الآلي، وتعميق المعرفة حسب الاقتضاء.

### فردي
- صحيفة الميزانية العمومية: تسرد مزايا وعيوب (الفوائد والتكاليف، إيجابيات وسلبيات) كل خيار، على النحو الذي اقترحه أفلاطون وبنيامين فرانكلين.[13]
- تحديد الأولويات البسيطة: اختيار البديل بأعلى فائدة مرجحة. وقد يتضمن ذلك النظر في تكلفة الفرصة البديلة للبدائل المختلفة.
- الإرضاء: فحص البدائل فقط حتى يُعثر على واحد مقبول. والعكس هو التعظيم أو المثالية، حيث تُفحص العديد أو كل البدائل من أجل العثور على أفضل خيار .
- الحصول على شخص في السلطة أو «خبير». «اتباع أوامر».
- مكافحة الاستبداد: اتخاذ الإجراء المعاكس مقارنة بمشورة السلطات غير الموثوقة.
- العشوائية على سبيل المثال. تقليب عملة معدنية، قطع سطح السفينة من أوراق اللعب، وغيرها من أساليب عشوائية أو صدفة - أو الصلاة، أو بطاقات التارو، أو علم التنجيم، أو غيرها من أشكال الرجم بالغيب، الخرافات أو العلوم الزائفة.
- دعم القرار الآلي: وضع معايير للقرارات الآلية.
- نظم دعم القرار: استخدام برامج صنع القرار عندما تواجه قرارات معقدة للغاية أو عند النظر في العديد من أصحاب المصلحة، والفئات، أو عوامل أخرى تؤثر على القرارات.

## الخطوات
وضعت مجموعة متنوعة من الباحثين خطوات مماثلة تهدف إلى تحسين عملية اتخاذ القرار.

### غوفر
في الثمانينيات، طور عالم النفس ليون مان وزملاؤه عملية صنع للقرار تسمى غوفر، والتي ُتدرس للمراهقين، كما موضح في كتاب تعليم اتخاذ القرارت للمراهقين. واستندت العملية إلى بحث سابق واسع النطاق ينسب إلى عالم النفس إيرفينغ جانيس. غوفر هي اختصار لخمس خطوات لاتخاذ القرار:
1. توضيح الأهداف: دراسة القيم والأهداف.
2. توليد الخيارات: النظر في مجموعة واسعة من الإجراءات البديلة.
3. إيجاد الحقائق: البحث عن المعلومات.
4. النظر في الآثار: تحديد الآثار الإيجابية والسلبية للخيارات.
5. المراجعة والتنفيذ: خطة كيفية تنفيذ الخيارات وتطبيقها.

### قرر
في عام 2008، نشرت كريستينا جوه نموذج قرر لاتخاذ القرار، الذي يحتوي على ستة أجزاء:
1. تعريف المشكلة.
2. إنشاء أو حصر جميع المعايير (القيود).
3. النظر أو الجمع لكل البدائل.
4. تحديد أفضل بديل.
5. وضع وتنفيذ خطة عمل.
6. تقييم ورصد الحل ودراسة النتائج عند الضرورة.

### أخرى
في عام 2007، قسمت بام براون من مستشفى سينغليتون في سوانسي بولاية ويلز عملية اتخاذ القرار إلى سبع خطوات:
1. حدد هدفك ونتائجه.
2. جمع البيانات.
3. تطوير البدائل (أي العصف الذهني).
4. قائمة إيجابيات وسلبيات كل بديل.
5. اتخاذ القرار.
6. اتخاذ إجراءات فورية لتنفيذها.
7. تعلم من القرار.

وفي عام 2009، وصف البروفيسور جون بيجانوسكي كيف أن برنامج أركنساس، وهو منهاج الأخلاق في جامعة أركنساس، استخدم ثماني مراحل من صنع القرار الأخلاقي على أساس عمل جيمس ريست:
1. إنشاء المجتمع: خلق ورعاية العلاقات والمعايير والإجراءات التي من شأنها أن تؤثر على كيفية فهم المشاكل ونقلها. وتجري هذه المرحلة قبل وأثناء معضلة أخلاقية.
2. الإدراك: الاعتراف بوجود مشكلة.
3. التفسير: تحديد التفسيرات المختلفة للمشكلة، وتقييم العوامل الدافعة وراء تلك التفسيرات.
4. الحكم: تفحص مختلف الإجراءات أو الردود الممكنة وتحديد ما هو أكثر قبولًا.
5. الدافع: فحص الالتزامات المتنافسة التي قد تخرج عن مسار أخلاقية العمل ومن ثم إعطاء الأولوية والالتزام للقيم الأخلاقية على القيم الشخصية أو المؤسسية أو الاجتماعية الأخرى.
6. الإجراء: اتبع الإجراءات التي تدعم القرارالأكثر قبولًا.
7. التأمل في العمل.
8. التأمل في العمل.

### مراحل المجموعة
وفقًا لبي فيشر، هناك أربع مراحل أو حالات ينبغي أن توجد ضمن كل عملية لاتخاذ القرار الجماعي:
- الإعداد. يجتمع الأعضاء لأول مرة ويبدأون في التعرف على بعضهم البعض.
- النزاع. حبن يصبح أعضاء المجموعة مألوفين لبعضهم البعض، تحدث القليل من النزاعات، والمعارك والمناقشات. يتعامل معها أعضاء المحموعة في النهاية.
- الظهور. تبدأ المجموعة في محو آراء غامضة من خلال الحديث عنها.
- التعزيز. أخيرًا، يتخذ الأعضاء قرارًا ويبررونه. ويقال إن وضع المعايير النقدية في مجموعة ما يحسن من نوعية القرارات، في حين أن غالبية الآراء (معايير التوافق) لا تفعل.[21]

## عقلاني وغير عقلاني
في الاقتصاد، يعتقد أنه إذا كان البشر عقلانيون ولديهم الحرية في اتخاذ قراراتهم الخاصة، فإنهم يتصرفون وفقًا لنظرية الاختيار العقلاني.:368-370 تقول نظرية الاختيار العقلاني أن الشخص يتخذ دائما الخيارات التي تؤدي إلى أفضل وضع لنفسه، مع مراعاة جميع الاعتبارات المتاحة بما في ذلك التكاليف والفوائد؛ فإن عقلانية هذه الاعتبارات هي من وجهة نظر الشخص نفسه، وبالتالي فإن القرار ليس غير عقلاني فقط لأن شخصًا آخر يجد أنه موضع شك.
ومع ذلك، في الواقع، هناك بعض العوامل التي تؤثر على كفاءة صنع القرار وتجعل الناس يتخذون قرارات غير عقلانية-على سبيل المثال، اتخاذ خيارات متناقضة عندما مواجهة نفس المشكلة مصاغة بطريقتين مختلفتين.
واحدة من أبرز نظريات صنع القرار هي النظرية ذات الفائدة المتوقعة (سيو)، والتي تصف السلوك العقلاني لصانع القرار. حيث يُقَيِّم صانع القرار البدائل المختلفة عن طريق فوائدها واحتمال حدوثها الشخصي.
وغالبًا ما يستند اتخاذ القرارات العقلانية إلى الخبرة والنظريات الموجودة التي تكون قادرة على وضع هذا النهج على أسس رياضية صلبة بحيث تُخفض الموضوعية إلى الحد الأدنى، انظر على سبيل المثال. تحسين السيناريو.

## التحيز المعرفي والشخصي
عادة ما تؤثر التحيزات على عمليات صنع القرار. وهنا لائحة من التحيزات التي تناقش عادة في الحكم وصنع القرار:
- البحث الانتقائي عن الأدلة (المعروف أيضًا باسم تحيز التأكيد): يميل الناس إلى أن يكونوا على استعداد لجمع الحقائق التي تدعم استنتاجات معينة ولكن تجاهل الحقائق الأخرى التي تدعم استنتاجات مختلفة.[24]
- إنهاء مبكر للبحث عن الأدلة: يميل الناس لقبول البديل الأول الذي يبدو وكأنه قد يعمل.
- القصور الذاتي المعرفي هو عدم الرغبة في تغيير أنماط التفكير الموجودة في مواجهة الظروف الجديدة.
- التصور الانتقائي: يتفحص الناس بنشاط المعلومات التي لا يعتقدون بأهميتها (انظر أيضًا التحامل). وفي أحد مظاهر هذا التأثير، انخفضت النقاشات التي لا يوافق عليها أحد (من خلال الحكم على أنها غير صحيحة أو غير ذات صلة) عن طريق التنشيط الانتقائي لقشرة الفص الجبهي الأيمن.[25]
- التفكير المرغوب فيه هو الميل إلى الرغبة في رؤية الأشياء في بعض -إيجابية عادة- الضوء، والتي يمكن أن تشوه التصور والتفكير.[26]
- يحدث التحيز الداعم عندما يشوه الناس ذكرياتهم عن الخيارات المختارة والمرفوضة لجعل الخيارات المختارة تبدو أكثر جاذبية.
- الحداثة: يميل الناس إلى وضع المزيد من الاهتمام على معلومات أكثر حداثة وتجاهل أو نسيان المعلومات البعيدة. ويطلق على التأثير المعاكس في المجموعة الأولى من البيانات أو غيرها من المعلومات تأثير الأسبقية.[27]-التحيز التكراري هو الرغبة في الاعتقاد بما قيل في معظم الأحيان من قبل أكبر عدد من المصادر المختلفة.
- الترسیخ والتعدیل: تتأثر القرارات بشکل غیر ملائم بالمعلومات الأولیة التي تشکل رؤیتنا للمعلومات اللاحقة.
- تفكير المجموعة. هو ضغط الأقران لتتوافق مع الآراء التي عقدتها المجموعة.
- - انحياز مصداقية المصدر. هو ميل لرفض كلام الشخص على أساس التحيز ضد الشخص أو المنظمة أو المجموعة التي ينتمي إليها الشخص. الناس يقبلون بتفضيل الكلام من الآخرين الذين يحبونهم (انظر أيضًا التحامل).
- اتخاذ القرارات المتزايدة والالتزام الحاد: ينظر الناس إلى القرار كخطوة صغيرة في العملية، وهذا يميل إلى إدامة سلسلة من القرارات المماثلة. ويمكن أن يتناقض مع اتخاذ القرار الأولي (انظر المنحدر الزلق).
- عدم التماثل في الإحالة: يميل الناس إلى إسناد نجاحهم إلى عوامل شخصية، بما في ذلك القدرات والمواهب، ولكن يفسرون إخفاقاتهم بسبب العوامل الخارجية مثل سوء الحظ. ويظهر التحيز العكسي عندما يشرح الناس نجاح الآخرين أو فشلهم.
- إن تحقيق الدور هو ميل إلى التوافق مع التوقعات الأخرى لصنع القرار.
- التقليل من الشك ووهم السيطرة: يميل الناس إلى التقليل من شأن الشك في المستقبل بسبب الميل إلى الاعتقاد بأن لديهم سيطرة أكثر على الأحداث بما سيفعلونه حقًا.
- تحيز الصياغة: من الأفضل تجنب ذلك من خلال زيادة الحساب وتقديم البيانات في عدة صيغ (على سبيل المثال، باستخدام كل من المقاييس المطلقة والنسبية).[28]
  - مغالطة التكلفة الغارقة هي نوع معين من تأثير الصياغة على صنع القرار.[22]: 372 مثال على ذلك هو الفرد الذي يمتنع عن إسقاط الفئة التي من المرجح أن تفشل، بسبب أنه يشعر كما لو أنه قد فعل الكثير من العمل في المسار حتى الآن.
- تشمل نظرية التوقعات فكرة مفادها أنه عند مواجهة مناسبة لصنع القرار، يكون الفرد أكثر عرضة للمخاطر عند تقييم الخسائر المحتملة، ومن المرجح أن يتجنب المخاطر عند تقييم المكاسب المحتملة. ويمكن أن يؤثر ذلك على اتخاذ القرارات تبعًا لما إذا كان الوضع يشتمل على تهديد أو فرصة.[22]: 373
- التحيز التفاؤلي هو الميل إلى المبالغة في تقدير احتمال حدوث أحداث إيجابية في المستقبل وتقليل احتمال وقوع أحداث الحياة السلبية.[29] وتولد هذه التوقعات المتحيزة والحفاظ عليها في مواجهة الأدلة المضادة من خلال الميل إلى محو المعلومات غير المرغوب فيها.[30] ومن شأن التحيز التفاؤلي أن يغير تصور المخاطر واتخاذ القرار في العديد من المجالات، بدءًا من التمويل إلى الصحة.
- وضعت التنبؤات المرجعية للقضاء على التحيزات المعرفية أو الحد منها في اتخاذ القرار.

## القيود المعرفية في المجموعات
في المجموعات، يتخذ الناس القرارات من خلال العمليات النشطة والمعقدة. وتتألف إحدى الطرق من ثلاث خطوات: يعبر الأعضاء عن التفضيلات الأولية؛ ثم يجمع أعضاء المجموعة المعلومات المتعلقة بتلك التفضيلات ويتبادلونها؛ وأخيرًا، يجمع الأعضاء وجهات نظرهم ويختاروا خيارا واحدا حول كيفية مواجهة المشكلة. على الرغم من أن هذه الخطوات عادية نسبيًا، وغالبًا ما تشوه بالتحيز المعرفي والتحفيزي، وتشمل «خطايا اللجنة»، «خطايا الإغفال»، و «خطايا عدم الدقة».

## الأساليب المعرفية

### التحسين مقابل الرضا
صاغ هربرت سيمون عبارة «العقلانية المحدودة» للتعبير عن فكرة أن اتخاذ القرار البشري محدود بالمعلومات المتاحة والوقت المتاح وقدرة العقل على معالجة المعلومات. وقد حددت البحوث النفسية الأخرى الفروق الفردية بين اثنين من الأساليب المعرفية: يحاول الموسعون لاتخاذ القرار الأمثل، في حين محاولة الإرضائيون لايجاد حل «جيد بما فيه الكفاية». يميل الموسعون إلى اتخاذ قرارات أطول نظرًا للحاجة إلى تحقيق أقصى قدر من الأداء في جميع المتغيرات وعمل المقايضات بعناية؛ وغالبًا يندمون من قرارتهم (ربما لأنهم أكثر قدرة من الإرضائيون علي الاعتراف بأن القرار اتضح أنه دون المستوى الأمثل).

### البديهية مقابل العقلانية
اعتبر الطبيب النفسي دانييل كاهمان، الذي اعتمد مصطلحات اقترحها علماء النفس كيث ستانوفيتش وريتشارد ويست، أن صنع القرار هو نتيجة تفاعل بين نوعين من العمليات الإدراكية: نظام بديهي تلقائي (يسمى «النظام 1»)، ونظام عقلاني مجهد (يسمى «النظام 2»). النظام 1 هو نظام صنع القرار من القاعدة إلى القمة والسريع والضمني، في حين أن النظام 2 هو نظام صنع القرار من أعلى إلى أسفل وبطيء وصريح. ويشمل النظام 1 الاستدلال البسيط في الحكم وصنع القرار مثل التأثير المفاجئ، وتوافر الإرشاد، والإلمام بالألفة، والتمثيلية الإرشادية.

### التوافقية مقابل الموضوعية
وُضعت الأساليب وطرق اتخاذ القرار من قبل أرون كاتسنيلينبويجن، مؤسس نظرية التأهب. وأشار أرون في تحليله للطرق والأساليب إلى لعبة الشطرنج، قائلا إن «الشطرنج لا يكشف عن أساليب مختلفة للعمل، ولا سيما إنشاء أساليب التأهب التي يمكن تطبيقها على أنظمة أخرى أكثر تعقيدًا».
ويذكر كاتسنيلينبويجن أنه بغض النظر عن أساليب (رد الفعل والانتقائية) والأساليب الفرعية (العشوائية، والاستعداد والبرمجة)، هناك نوعان من الأساليب الرئيسية: الموضعية والتوافقية. ويستخدم كلاهما في لعبة الشطرنج. ووفقًا لكاتسنيلينبويجن، يعكس الأسلوبين نهجين أساسيين للشك: حتمية (النمط التوافقي) وعدم حتمية (نمط الموضعية). تعريف كاتسنيلينبويجن للأسلوبين هو كالتالي.
يتميز النمط التوافقي بما يلي:
- هدف محدود جدًا ومحدد بوضوح ومادي في المقام الأول.
- وهو البرنامج الذي يربط الحالة الأولى مع النتيجة النهائية.

وفي توضيح النمط التوافقي في الشطرنج، كتب كاتسنيلينبويجن: "إن الأسلوب التوافقي يتميز بهدف محدود وضع بوضوح، وهو التقاط المواد (العنصر الأساسي لموقف الشطرنج) ويُنفذ الهدف عن طريق محدد جيدًا، وفي بعض الحالات، بواسطة تسلسل فريد من التحركات التي تهدف إلى الوصول إلى الهدف المحدد، وكقاعدة عامة، لا يترك هذا التسلسل أي خيار للخصم. إيجاد الهدف التوافقي يسمح للاعب بتركيز جميع طاقاته على التنفيذ الكفء، وبعبارة أخرى، تحليل اللاعب قد يقتصر على القطع التي تشارك مباشرة في المجموعة، وهذا الأسلوب هو أساس الدمج والنمط التوافقي من اللعب.: 57
ويتميز الأسلوب الموضعي بما يلي:
- الهدف الموضعي.
- تشكيل روابط شبه كاملة بين الحالة الأولى والنتيجة النهائية. «على عكس اللاعب التوافقي، اللاعب الموضعي هو المنهمك، وأهم شئ هو، إعداد الموقف الذي من شأنه أن يسمح له بالتطوير في المستقبل المجهول، وفي اللعب بالطريقة الموضعية، يجب على اللاعب تقييم العوامل الارتباطية والمادية كمتغيرات مستقلة... يعطي النمط الموضعي للاعب الفرصة لتطوير الموقف حتى يصبح مفعمًا بالدمج، ومع ذلك، فإن الدمج ليس الهدف النهائي لللاعب الموضوعي- بل يساعده على تحقيق المرغوب فيه، مع الأخذ في الاعتبار الاستعداد للتطور المستقبلي، وانتصار بيرهيك هو أفضل مثال على عدم قدرة المرء على التفكير موضعيا».[35] الأسلوب الموضعي ينفع ل:
- خلق الاستعداد للتطور المستقبلي للموقف.
- تحفيز البيئة بطريقة معينة.
- استيعاب نتيجة غير متوقعة في صالح الفرد.
- تجنب الجوانب السلبية للنتائج غير متوقعة.

### مؤشر مايرز بريغز للنوع
وفقًا لإيزابيل بريغز مايرز، فإن عملية اتخاذ القرار للشخص تعتمد بدرجة كبيرة على أسلوبه المعرفي. طورت مايرز مجموعة من أربعة أبعاد مزدوجة القطب، تسمى مؤشر مايرز بريغز للنوع. المبادئ الأساسية هي: العقل  والشعور؛ والانبساطية والانطواء؛ والحزم والتساهل؛ والحسية والحدسية. وادعت أن أسلوب صنع القرار للشخص يرتبط ارتباطًا وثيقا بكيفية تحصيله لهذه الأبعاد الأربعة. على سبيل المثال، فإن الشخص الذي يحصل بالقرب من العقل، والانبساط، والحسية، والحزم ينتهي إلى أبعاد تميل إلى أن تكون منطقية، وتحليلية، وموضوعية، ونقدية، وإلى أسلوب صنع القرار التجريبي. ومع ذلك، يقول بعض علماء النفس أن المؤشر يفتقر إلى الدقة والصدق وهو ضعيف التركيب.
وتشير دراسات أخرى إلى أن هذه الاختلافات الوطنية أو الثقافية في صنع القرار موجودة في المجتمعات بأكملها. فعلى سبيل المثال، وجدت ماريس مارتينسونس أن رواد الأعمال الأمريكيين واليابانيين والصينيين يظهرون نمطًا وطنيا مميزًا في صنع القرار.

## علم الأعصاب
اتخاذ القرار هو قسم من دراسة مكثفة في مجالات أنظمة علم الأعصاب، وعلم الأعصاب الإدراكي. ويعتقد أن العديد من هياكل الدماغ، بما في ذلك القشرة الحزامية الأمامية، والقشرة المدارية الجبهية وقشرة الفص الجبهي الأمامي المتداخلة تشارك في عمليات صنع القرار. حيث وجدت دراسة التصوير العصبي أنماطًا مميزة من التنشيط العصبي في هذه المناطق اعتمادًا على ما إذا كانت القرارات قد اتخذت على أساس الاحتمال الشخصي الواعي أو اتباع توجيهات من شخص آخر. المرضى الذين يعانون من الأضرار التي لحقت قشرة الفص الجبهي الباطن لديهم صعوبة في اتخاذ قرارات مفيدة.
إن نموذج المختبر المشترك لدراسة اتخاذ القرار العصبي هو مهمة الاختيار القسري البديلة، التي يجب أن يختار فيها الموضوع بين بديلين في وقت معين. حيث وجدت دراسة  علي مهمة الاختيار القسري البديلة التي تضمن قرود ريسوس أن الخلايا العصبية في القشرة الجدارية لا تمثل فقط تشكيل القرار ولكنها تشير أيضًا إلى درجة اليقين (أو «الثقة») المرتبطة بالقرار. ووجدت دراسة حديثة أخرى أن الضرر في القشرة الحزامية الأمامية في قرد المكاك أدت إلى ضعف عملية صنع القرار على مدى طويل من تعزيز المهام المتبعة مما يشير إلى أن القشرة الحزامية الأمامية قد تشارك في تقييم وتقوية المعلومات الماضية والتحكم في القرار المستقبلي. ووجدت دراسة أجريت عام 2012 أن الفئران والبشر يمكن أن يراكموا بمثالية الأدلة الحسية الواردة، لاتخاذ القرارات الأمثل إحصائيًا.
تبدو العاطفة قادرة على المساعدة في عملية صنع القرار. وكثيرًا ما يُصنع القرار في مواجهة الشك حول إذا كانت خيارات الشخص ستؤدي إلى منفعة أو ضرر. فرضية المشاعر الجسدية هي نظرية علم الأحياء العصبية في كيفية اتخاذ القرارات في مواجهة نتائج غير مؤكدة. وترى هذه النظرية أن مثل هذه القرارات تساعدها المشاعر، في شكل حالات جسدية، تستخلص خلال مداولات العواقب المستقبلية والتي تشير إلى خيارات مختلفة للسلوك بأنها مفيدة أو ضارة. هذه العملية تنطوي على التفاعل بين النظم العصبية التي تثير الحالات العاطفية/ الجسدية والنظم العصبية التي ترسم هذه الحالات العاطفية/الجسدية وقد قدمت دراسة حديثة عن دراسة الآفات شملت 152 مريضًا يعانون من آفات الدماغ البؤرية التي أجراها أرون باربي وزملاؤه أدلة للمساعدة في اكتشاف الآليات العصبية للذكاء العاطفي.
وعلى الرغم من أنه من غير الواضح ما إذا كانت الدراسات تعميم لجميع عمليات المعالجة. تورطت المعالجة اللاواعية في الشروع في الحركات الواعية الاختيارية.

## المراهقين مقابل البالغين
خلال سنوات المراهقة، يعرف المراهقون بسلوكياتهم العالية الخطورة وقراراتهم المتهورة. وقد أظهرت الأبحاث الحديثة أن هناك اختلافات في العمليات المعرفية بين المراهقين والبالغين خلال عملية صنع القرار. وقد خلص الباحثون إلى أن الاختلافات في صنع القرار لا ترجع إلى عدم وجود منطق أو سبب، بل يرجع ذلك إلى عدم نضج القدرات النفسية الاجتماعية التي تؤثر على صنع القرار. ومن الأمثلة على قدراتهم غير المجدية التي تؤثر على صنع القرار مراقبة الدافع، وضبط العاطفة، والمتعة المتأخرة ومقاومة ضغط الأقران. في الماضي، اعتقد الباحثون أن سلوك المراهقين كان ببساطة بسبب عدم الكفاءة فيما يتعلق باتخاذ القرارات. وفي الوقت الراهن،  انتهي الباحثون إلى أن البالغين والمراهقين هم من صناع القرار المؤهلين، وليس فقط البالغين. ومع ذلك، تقل مهارات المراهقين في اتخاذ القرار عند ظهور القدرات النفسية الاجتماعية.
وقد أظهرت الأبحاث الحديثة أن سلوكيات المخاطرة في المراهقين قد تكون نتاج التفاعلات بين شبكة الدماغ الاجتماعية وشبكتها المعرفية للسيطرة. الجزء الاجتماعي والعاطفي من الدماغ يعالج المحفزات الاجتماعية والعاطفية وقد ثبتت أهميته في تحليل المكافأة. وتساعد شبكة التحكم المعرفي في التخطيط والتنظيم الذاتي. كل من هذه الأقسام من الدماغ تتغير على مدى سن البلوغ. ومع ذلك، تتغير الشبكة الاجتماعية والعاطفية بسرعة وفجأة، في حين أن شبكة التحكم المعرفي تتغير تدريجيًا. وبسبب هذا الاختلاف في التغيير، فإن شبكة التحكم المعرفي، التي تنظم عادة الشبكة الاجتماعية العاطفية، تكافح للسيطرة على الشبكة الاجتماعية العاطفية عندما تكون القدرات النفسية والاجتماعية موجودة.
عندما يتعرض المراهقون إلى المحفزات الاجتماعية والعاطفية، تنشط الشبكة الاجتماعية والعاطفية وكذلك مناطق الدماغ المشاركة في تحليل المكافأة. لأن المراهقين في كثير من الأحيان يكتسبون شعورالرضا من سلوكيات المخاطرة، وتكرارها يصبح أكثر احتمالًا من أي وقت مضى بسبب حب المكافاءة. وفي هذا، تظهر عملية الإدمان. حيث يمكن للمراهقين أن يصبحوا مدمنين على سلوك محفوف بالمخاطر لأنهم في حالة عالية من الإثارة والرضا، ليس فقط من خلال وظائفهم الداخلية ولكن أيضًا من قبل أقرانهم من حولهم.
فالبالغون عادة ما يكونون أكثر قدرة على التحكم في مخاطرهم لأن نظامهم المعرفي للسيطرة قد نضج بما فيه الكفاية إلى درجة تمكنهم من السيطرة على الشبكة الاجتماعية العاطفية، حتى في سياق الاستثارة العالية أو عند وجود قدرات نفسية اجتماعية. كما أن البالغين أقل احتمالًا لأن يجدوا أنفسهم في مواقف تدفعهم إلى القيام بأشياء محفوفة بالمخاطر. على سبيل المثال، المراهقين هم أكثر عرضة ليكون حولهم أقران يضغطون ضغط عليهم  للقيام بالأشياء، في حين أن البالغين ليسوا عرضة لهذا النوع من الوضع الاجتماعي.
وتشير دراسة حديثة إلى أن المراهقين يواجهون صعوبات في تغيير المعتقدات استجابة للأخبار السيئة (مثل قراءة أن التدخين يشكل خطرًا أكبر على الصحة أكثر مما يعتقدون)، ولكنهم لا يختلفون عن البالغين في قدرتهم على تغيير المعتقدات استجابة لأخبار جيدة. وهذا يخلق معتقدات متحيزة، مما قد يؤدي إلى المزيد من المخاطرة.